# نزار جمعة علي القصير
العميد نزار جمعة علي القصير الجبوري العاني وهو مهندس عراقي شغل منصب وزير الري للفترة 5 أيلول 1993 إلى 6 تشرين الأول 1995، كما عمل وزيرا للزراعة بالوكالة ابتدآء من تاريخ 25 أيار 1994، وكذلك عمل مستشارا في ديوان الرئاسة.
عمل قبلها مهندسا في هيئة التصنيع العسكري، حيث شغل منصب المدير العام للدائرة الفنية في التصنيع العسكري في وزارة الصناعة والتصنيع العسكري عام 1988. وفي عام 1991، فصلت هيئة التنصيع العسكري عن وزارة الصناعة، وأصبحت هيئة التصنيع العسكري تحت إدارة الوكيل الأقدم عامر محمد رشيد العبيدي والوكيل نزار جمعة القصير، ثم شغل نزار جمعة القصير منصب نائب رئيس هيئة التصنيع العسكري التي كان رئيسها حسين كامل منذ شباط 1992.
انشق في نيسان 1996.
يقيم حاليا في الإمارات العربية المتحدة، فقد ذكر موقع القنصلية العراقية في دبي تجديد جوازه في 6 آب 2017.
توفي اللواء المهندس ( نزار جمعة القصير ) في دولة الامارات بتاريخ 20-2-2024 ودفن في مقبرة الفلية